# アルタ・ドブロシ
アルタ・ドブロシ（Arta Dobroshi、1979年10月2日 - ）は、コソボ共和国の女優。

## 経歴
1979年10月2日、コソボ共和国のプリシュティナに生まれる。
2008年、ダルデンヌ兄弟監督の『ロルナの祈り』で主演を務める。2011年、ジュリー・ガヴラス監督の『最高の人生をあなたと』に出演。2012年、カトリーヌ・コルシニ監督の『黒いスーツを着た男』に出演する。

## フィルモグラフィー

### 映画
- ロルナの祈り（2008年）
- 最高の人生をあなたと（2011年）
- 黒いスーツを着た男（2012年）

## 受賞
- 2013年 - 第63回ベルリン国際映画祭シューティング・スター賞[7]